# ابرجمنت-لو-پتیت

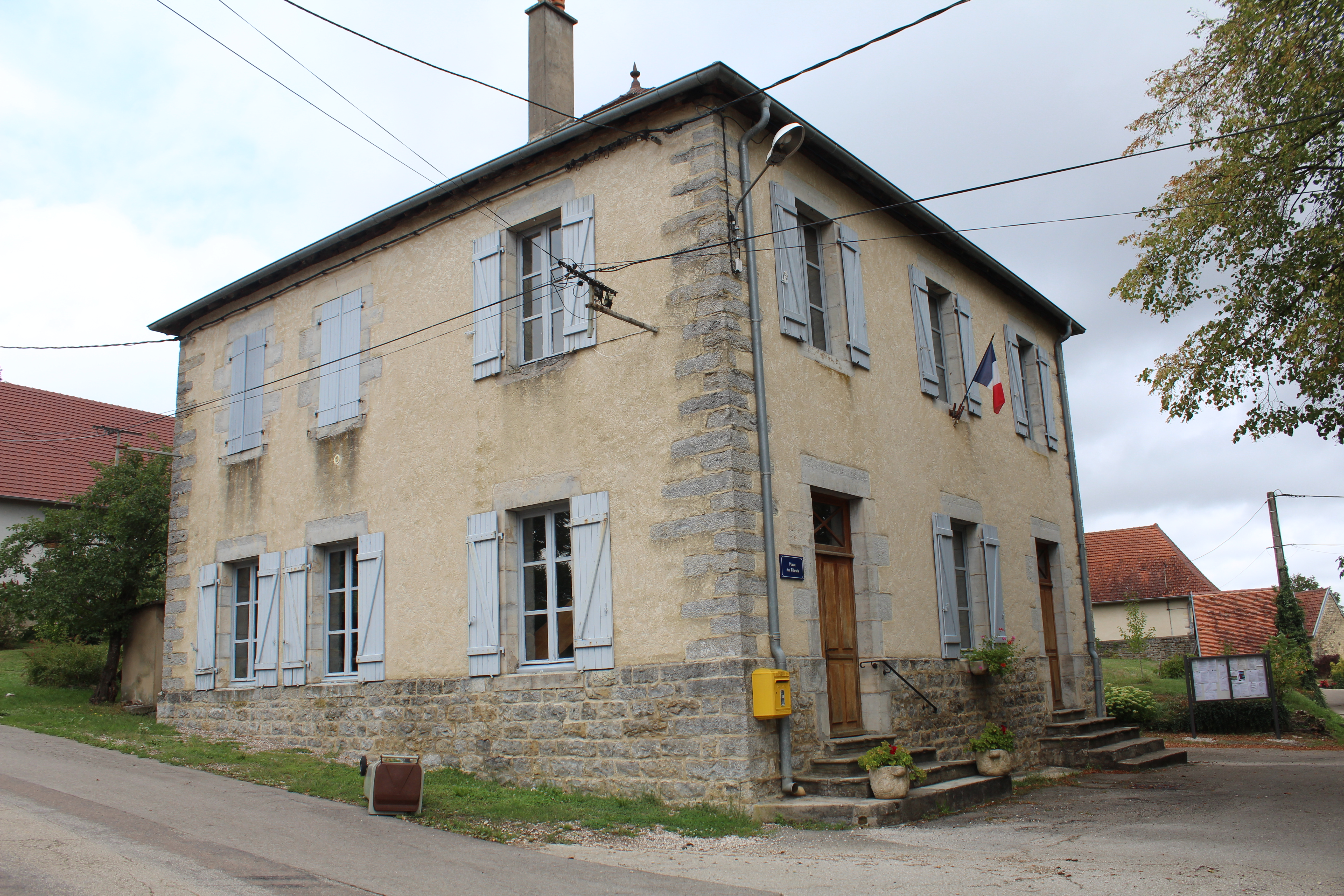
تالار شهر ابرجمنت-لو-پتیت

ابرجمنت-لو-پتیت (به فرانسوی: Abergement-le-Petit) یک کامین در فرانسه با جمعیت ۳۹ نفر است که در Canton of Poligny واقع شده‌است.